# Abadia d'Altmünster
L'Abadia d'Altmünster Abbey era un monestir benedictí situat a l'altiplà d'Altmünster, entre el Mercat de peix i les àrees de Clausen de la Ciutat de Luxemburg, fundat el 1083 per Conrad I de Luxemburg, com un monestir privat i un centre religiós del seu comtat.

## Història
Va ser la primera abadia de la ciutat de Luxemburg, fundada l'any 1083 per Conrad I de Luxemburg com a monestir privat i centre religiós del seu comtat. Va nomenar abat el seu germà Rodolf.
Els monjos provenien de les abadies de Saint-Airy i Saint-Vanne a Verdun. El fill de Conrad, el comte Guillem va dedicar l'abadia a Nostra Senyora (Notre Dame) el 1123, però per als locals va continuar sent conegut com a Mënster (de Münster), és a dir, una església del monestir o qualsevol edifici de l'església gran. En aquest període, el monestir també va ser posat sota el control directe del Papa, de manera que ni Sant-Vanne ni les autoritats seculars podien interferir-hi.
L'escola del monestir més tard va rebre el monopoli de l'educació a la ciutat de Luxemburg i a la seva àrea d'influència gràcies al Ducat de Bar. Els nens se'ls ensenyà francès i alemany, entre altres coses.
Fins al regnat d'Enric IV de Luxemburg tots els comtes de Luxemburg van ser enterrats aquí. Carles IV del Sacre Imperi Romanogermànic va reviure aquesta tradició i va construir una tomba monumental aquí per al seu pare, Joan de Bohèmia. El 1576 Johannes Bertelius va ser nomenat abat d'aquest monestir.
La destrucció de l'abadia va ser probablement ordenada pel rei francès Francesc I, que van ocupar la ciutat l'11 setembre de 1543 durant la Guerra d'Itàlia de 1542-1546, ja que probablement volia evitar que les tropes de Carles V, ocupés l'abadia durant el proper setge.
Abans que el monestir fos destruït, l'abat Johannes Harder va traslladar tots els objectes de valor a la seguretat de la ciutat de Trèveris. Les restes de Joan de Bohèmia van ser portades a l'església franciscana en el que és ara la Plaça de Guillem II.
Els benedictins després es va traslladar a l'Hospici de Sant Joan, fins que una nova abadia es va obrir en 1606 sota l'abat Petrus Roberti, no lluny de l'antiga a la zona de Grund. Així, el Münster original, es va convertir en l'Altmünster, i el nou es va convertir en l'Abadia de Neumünster.